# Campeonato Europeo de Natación en Piscina Corta de 2009
El XIII Campeonato Europeo de Natación en Piscina Corta se celebró en Estambul (Turquía) entre el 10 y el 13 de diciembre de 2009 bajo la organización de la Liga Europea de Natación (LEN) y la Federación Turca de Natación. 
Las competiciones se realizaron en la Abdi İpekçi Arena de la ciudad turca. 

## Resultados

### Masculino
| Evento                   | Oro                                                                                              | Plata                                                                                       | Bronce                                                                              |
| ------------------------ | ------------------------------------------------------------------------------------------------ | ------------------------------------------------------------------------------------------- | ----------------------------------------------------------------------------------- |
| 50 m libre (10.12)       | Frédérick Bousquet Francia 20,53                                                                 | Duje Draganja · Croacia · 20,70                                                             | Serguei Fesikov · Rusia · 20,84                                                     |
| 100 m libre (12.12)      | Amaury Leveaux Francia 45,56                                                                     | Danila Izotov · Rusia · 45,70                                                               | Yevgueni Lagunov · Rusia · 46,06                                                    |
| 200 m libre (13.12)      | Paul Biedermann · Alemania · 1:39,81                                                             | Danila Izotov · Rusia · 1:40,08                                                             | Nikita Lobintsev · Rusia · 1:41,52                                                  |
| 400 m libre (10.12)      | Paul Biedermann · Alemania · 3:35,55                                                             | Nikita Lobintsev · Rusia · 3:35,75                                                          | Mads Glæsner Dinamarca 3:36,82                                                      |
| 1500 m libre (12.12)     | Jan Wolfgarten · Alemania · 14:20,44                                                             | Federico Colbertaldo · Italia · 14:25,68                                                    | Mads Glæsner Dinamarca 14:26,74                                                     |
| 50 m espalda (11.12)     | Stanislav Donets · Rusia · 22,76                                                                 | Thomas Rupprath · Alemania · 22,85                                                          | Aschwin Wildeboer Faber · España · 23,07                                            |
| 100 m espalda (13.12)    | Arkadi Viachanin · Rusia · Stanislav Donets · Rusia · 48,97                                      | —                                                                                           | Aschwin Wildeboer Faber · España · 49,05                                            |
| 200 m espalda (10.12)    | Stanislav Donets · Rusia · 1:48,62 RM                                                            | Radosław Kawęcki · Polonia · 1:49,13                                                        | Yevgueni Alioshin · Rusia · 1:49,31                                                 |
| 50 m braza (12.12)       | Aleksander Hetland · Noruega · 26,19                                                             | Alessandro Terrin · Italia · 26,24                                                          | Čaba Silađi Serbia 26,31                                                            |
| 100 m braza (11.12)      | Robin van Aggele · Países Bajos · 56,29                                                          | Dániel Gyurta · Hungría · 56,72                                                             | Ihor Borysyk · Ucrania · 56,97                                                      |
| 200 m braza (13.12)      | Dániel Gyurta · Hungría · 2:00,67 RM                                                             | Grigori Falko · Rusia · 2:02,50                                                             | Maxim Shcherbakov · Rusia · 2:03,76                                                 |
| 50 m mariposa (13.12)    | Johannes Dietrich · Alemania · 22,07                                                             | Frédérick Bousquet Francia 22,17                                                            | Yevgueni Korotyshkin · Rusia · 22,34                                                |
| 100 m mariposa (11.12)   | Yevgueni Korotyshkin · Rusia · 48,93                                                             | Peter Mankoč Eslovenia 49,65                                                                | Ivan Lenđer Serbia 49,79                                                            |
| 200 m mariposa (12.12)   | Nikolai Skvortsov · Rusia · 1:49,56                                                              | Paweł Korzeniowski · Polonia · 1:50,13                                                      | Dinko Jukić · Austria · 1:50,32                                                     |
| 100 m estilos (13.12)    | Duje Draganja · Croacia · 51,20                                                                  | Serguei Fesikov · Rusia · 51,29                                                             | Peter Mankoč Eslovenia 51,52                                                        |
| 200 m estilos (10.12)    | Markus Rogan · Austria · 1:51,92                                                                 | Vytautas Janušaitis · Lituania · 1:52,22                                                    | Alan Cabello Forns · España · 1:53,04                                               |
| 400 m estilos (11.12)    | László Cseh · Hungría · 3:57,27 RM                                                               | Dávid Verrasztó · Hungría · 4:00,10                                                         | Gal Nevo Israel 4:00,55                                                             |
| 4 × 50 m libre (13.12)   | Rusia · Stanislav Donets · Serguei Gueibel · Yevgueni Korotyshkin · Serguei Fesikov · 1:31,80 RM | Alemania · Thomas Rupprath · Hendrik Feldwehr · Johannes Dietrich · Stefan Herbst · 1:32,02 | Francia Benjamin Stasiulis Hugues Duboscq Frédérick Bousquet Amaury Leveaux 1:32,13 |
| 4 × 50 m estilos (10.12) | Francia Amaury Leveaux Jérémy Stravius David Maître Frédérick Bousquet 1:22,96                   | Croacia · Duje Draganja · Aleksej Puninski · Mario Todorović · Mario Delač · 1:23,18        | Italia · Marco Orsi · Federico Bocchia · Filippo Magnini · Luca Dotto · 1:23,64     |

- RM – Récord mundial.

### Femenino
| Evento                   | Oro                                                                                                   | Plata                                                                                   | Bronce                                                                                     |
| ------------------------ | --- | --------------------------------------------------------------------------------------- | ------------------------------------------------------------------------------------------ |
| 50 m libre (13.12)       | Hinkelien Schreuder · Países Bajos · 23,32                                                            | Ranomi Kromowidjojo Francia 23,58                                                       | Dorothea Brandt · Alemania · 23,74                                                         |
| 100 m libre (11.12)      | Inge Dekker · Países Bajos · 51,35                                                                    | Ranomi Kromowidjojo · Países Bajos · 51,44                                              | Jeanette Ottesen Dinamarca 52,18                                                           |
| 200 m libre (13.12)      | Federica Pellegrini · Italia · 1:51,77 RM                                                             | Evelyn Verrasztó · Hungría · 1:52,61                                                    | Femke Heemskerk · Países Bajos · 1:54,20                                                   |
| 400 m libre (12.12)      | Coralie Balmy Francia 3:56,55                                                                         | Lotte Friis Dinamarca 3:59,06                                                           | Ophélie-Cyrielle Étienne Francia 3:59,94                                                   |
| 800 m libre (11.12)      | Lotte Friis Dinamarca 8:08,02                                                                         | Erika Villaécija García · España · 8:13,93                                              | Ophélie-Cyrielle Étienne Francia 8:16,20                                                   |
| 50 m espalda (12.12)     | Sanja Jovanović · Croacia · 25,70 RM                                                                  | Aliaxandra Herasimenia · Bielorrusia · 26,12                                            | Xeniya Moskvina · Rusia · 26,38                                                            |
| 100 m espalda (11.12)    | Xeniya Moskvina · Rusia · 56,36                                                                       | Sanja Jovanović · Croacia · 56,93                                                       | Aliaxandra Herasimenia · Bielorrusia · 57,23                                               |
| 200 m espalda (13.12)    | Alexianne Castel Francia 2:02,67                                                                      | Jenny Mensing · Alemania · 2:03,31                                                      | Pernille Larsen Dinamarca 2:03,50                                                          |
| 50 m braza (10.12)       | Moniek Nijhuis · Países Bajos · 29,68                                                                 | Jane Trepp Estonia 29,82                                                                | Janne Schäfer · Alemania · 29,92                                                           |
| 100 m braza (13.12)      | Caroline Ruhnau · Alemania · 1:04,84                                                                  | Moniek Nijhuis · Países Bajos · 1:04,96                                                 | Jennie Johansson · Suecia · 1:05,19                                                        |
| 200 m braza (11.12)      | Rikke Møller Pedersen Dinamarca 2:16,66                                                               | Nađa Higl Serbia 2:17,52                                                                | Joline Höstman · Suecia · 2:19,28                                                          |
| 50 m mariposa (11.12)    | Inge Dekker · Países Bajos · Hinkelien Schreuder · Países Bajos · 25,00                               | —                                                                                       | Ingvild Snildal · Noruega · 25,10                                                          |
| 100 m mariposa (13.12)   | Inge Dekker · Países Bajos · 55,74                                                                    | Diane Bui Duyet Francia 55,93                                                           | Jeanette Ottesen Dinamarca 56,02                                                           |
| 200 m mariposa (10.12)   | Aurore Mongel Francia 2:03,22                                                                         | Petra Granlund · Suecia · 2:03,82                                                       | Franziska Hentke · Alemania · 2:04,68                                                      |
| 100 m estilos (12.12)    | Hinkelien Schreuder · Países Bajos · 57,87                                                            | Evelyn Verrasztó · Hungría · 58,21                                                      | Hanna-Maria Seppälä · Finlandia · 58,86                                                    |
| 200 m estilos (10.12)    | Evelyn Verrasztó · Hungría · 2:04,64 RM                                                               | Francesca Segat · Italia · 2:06,21                                                      | Hannah Miley Reino Unido 2:06,96                                                           |
| 400 m estilos (13.12)    | Hannah Miley Reino Unido 4:25,66                                                                      | Mireia Belmonte García · España · 4:27,60                                               | Zsuzsanna Jakabos · Hungría · 4:28,46                                                      |
| 4 × 50 m libre (11.12)   | Países Bajos · Inge Dekker · Hinkelien Schreuder · Saskia de Jonge · Ranomi Kromowidjojo · 1:33,25 RM | Suecia · Emma Svensson · Josefin Lillhage · Claire Hedenskog · Sarah Sjöström · 1:35,46 | Alemania · Dorothea Brandt · Daniela Samulski · Lisa Vitting · Daniela Schreiber · 1:36,73 |
| 4 × 50 m estilos (12.12) | Países Bajos · Hinkelien Schreuder · Moniek Nijhuis · Inge Dekker · Ranomi Kromowidjojo · 1:42,69 RM  | Suecia · Emma Svensson · Josefin Lillhage · Sarah Sjöström · Claire Hedenskog · 1:45,13 | Rusia · Xeniya Moskvina · Daria Deyeva · Olga Kliuchnikova · Svetlana Fedulova · 1:46,10   |

- RM – Récord mundial.

## Medallero
| Núm. | País         | Oro | Plata | Bronce | Total |
| ---- | ------------ | --- | ----- | ------ | ----- |
| 1    | Países Bajos | 10  | 2     | 1      | 13    |
| 2    | Rusia        | 8   | 5     | 8      | 21    |
| 3    | Francia      | 6   | 3     | 3      | 12    |
| 4    | Alemania     | 5   | 3     | 4      | 12    |
| 5    | Hungría      | 3   | 4     | 1      | 8     |
| 6    | Croacia      | 2   | 3     | 0      | 5     |
| 7    | Dinamarca    | 2   | 1     | 5      | 8     |
| 8    | Italia       | 1   | 3     | 1      | 5     |
| 9    | Austria      | 1   | 0     | 1      | 2     |
| 9    | Noruega      | 1   | 0     | 1      | 2     |
| 9    | Reino Unido  | 1   | 0     | 1      | 2     |
| 12   | Suecia       | 0   | 3     | 2      | 5     |
| 13   | España       | 0   | 2     | 3      | 5     |
| 14   | Polonia      | 0   | 2     | 0      | 2     |
| 15   | Serbia       | 0   | 1     | 2      | 3     |
| 16   | Bielorrusia  | 0   | 1     | 1      | 2     |
| 16   | Eslovenia    | 0   | 1     | 1      | 2     |
| 18   | Estonia      | 0   | 1     | 0      | 1     |
| 18   | Lituania     | 0   | 1     | 0      | 1     |
| 20   | Finlandia    | 0   | 0     | 1      | 1     |
| 20   | Israel       | 0   | 0     | 1      | 1     |
| 20   | Ucrania      | 0   | 0     | 1      | 1     |
|      | TOTAL        | 40  | 36    | 38     | 114   |